# Entscheidungsfunktion
Eine Entscheidungsfunktion ist ein Begriff aus der mathematischen Statistik, dem Teilbereich der Statistik, der sich der Methoden der Wahrscheinlichkeitstheorie bedient. Man unterscheidet zwischen nichtrandomisierten Entscheidungsfunktionen, bei denen jeder Beobachtung eine eindeutige Entscheidung zugeordnet wird, und randomisierten Entscheidungsfunktionen, bei denen die Wahl der Entscheidung noch vom Zufall abhängig ist. Entscheidungsfunktionen werden im Rahmen von statistischen Entscheidungsproblemen verwendet. Diese umfassen sowohl Testprobleme als auch Schätzprobleme und die Bestimmung von Konfidenzintervallen mittels Bereichsschätzern.
Eng verbunden mit der Entscheidungsfunktion ist die Verlustfunktion, die nach Treffen einer Entscheidung den Verlust bezüglich der getroffenen Entscheidung angibt, wenn der reale, aber unbekannte Wert von dieser Entscheidung abweicht. Entscheidungsfunktion und Verlustfunktion werden dann zur Risikofunktion kombiniert, die den potentiellen Verlust bei Verwendung einer gegebenen Entscheidungsfunktion angibt.

## Definition
Gegeben sei ein statistisches Modell {\displaystyle (X,{\mathcal {A}},{\mathcal {P}})} und ein Entscheidungsraum {\displaystyle (\Omega ,\Sigma )}.

### Nichtrandomisierte Entscheidungsfunktion
Dann wird im Rahmen der mathematischen Statistik eine Funktion {\displaystyle d\colon X\to \Omega }, die {\displaystyle {\mathcal {A}}}-{\displaystyle \Sigma }-messbar ist, eine nichtrandomisierte Entscheidungsfunktion genannt. Die Menge aller nichtrandomisierten Entscheidungsfunktionen wird mit {\displaystyle D} bezeichnet.

### Randomisierte Entscheidungsfunktion
Eine randomisierte Entscheidungsfunktion ist dann ein Markow-Kern {\displaystyle \delta (x,S)} von {\displaystyle (X,{\mathcal {A}})} nach {\displaystyle (\Omega ,\Sigma )}, das heißt für {\displaystyle \delta \colon X\times \Sigma \to [0,1]} gilt:
- Für jedes {\displaystyle x\in X} ist {\displaystyle \delta (x,\;\cdot \;)} ein Wahrscheinlichkeitsmaß auf {\displaystyle (\Omega ,\Sigma )}.
- Für jedes {\displaystyle S\in \Sigma } ist {\displaystyle \delta (\;\cdot \;,S)} eine {\displaystyle {\mathcal {A}}}-messbare Funktion.

{\displaystyle \delta (x,S)} ist dann die Wahrscheinlichkeit, bei der Beobachtung von {\displaystyle x} eine Entscheidung aus der Menge {\displaystyle S} zu treffen. Die Menge aller randomisierten Entscheidungsfunktionen wird mit {\displaystyle {\mathcal {D}}} bezeichnet.

## Darstellung von nichtrandomisierten Entscheidungsfunktionen
Jede nichtrandomisierte Entscheidungsfunktion {\displaystyle d} lässt sich auf natürliche Weise als randomisierte Entscheidungsfunktion darstellen. Dazu definiert man den Markow-Kern als
{\displaystyle \delta _{d}(x,A)={\begin{cases}1&{\text{ falls }}d(x)\in A\\0&{\text{ falls }}d(x)\notin A\end{cases}}}.
Bezeichnet man mit {\displaystyle \Delta _{x}} das Diracmaß, so lässt sich der Markow-Kern noch kompakter schreiben als
{\displaystyle \delta _{d}(x,A):=\Delta _{\{d(x)\}}(A)}.
Damit lässt sich {\displaystyle D} in {\displaystyle {\mathcal {D}}} einbetten, d. h. jede nichtrandomisierte Entscheidungsfunktion ist somit nur ein Spezialfall einer randomisierten Entscheidungsfunktion.

## Beispiel
Zu jeder der drei Klassen von statistischen Entscheidungsproblemen lassen entsprechende Entscheidungsfunktionen angeben. So sind klassische Entscheidungsfunktionen die Punktschätzer beispielsweise zur Bestimmung eines unbekannten Parameters, die Intervallschätzer zur Bestimmung eines Konfidenzintervalls und die statistischen Tests.

### Punktschätzer
Betrachtet man beispielsweise das Produktmodell {\displaystyle (\{0,1\}^{100},{\mathcal {P}}(\{0,1\})^{100},(\operatorname {Ber_{\vartheta }} ^{\otimes n})_{\vartheta \in [0,1]})}, welches einen 100-maligen Münzwurf modelliert, und wählt als Grundmenge für den Entscheidungsraum den Parameterraum {\displaystyle \Theta =[0,1]} und als σ-Algebra die entsprechende Borelsche σ-Algebra {\displaystyle {\mathcal {B}}([0,1])}, so ist das Stichprobenmittel
{\displaystyle M:\{0,1\}^{100}\to [0,1],\quad M(\omega )={\frac {1}{100}}\sum _{i=1}^{100}\omega _{i}}
eine Entscheidungsfunktion, die jedem Ausgang des Experiments, der aus einer 100-stelligen Folge von Nullen und Einsen besteht, die Entscheidung für einen geschätzten Parameter {\displaystyle \vartheta } der Bernoulli-Verteilung zuordnet. Es handelt sich hierbei um eine nichtrandomisierte Entscheidungsfunktion.

## Reduktion auf stark suffiziente σ-Algebren
Jede Entscheidungsfunktion lässt sich im folgenden Sinne reduzieren: ist {\displaystyle {\mathcal {S}}\subset {\mathcal {A}}} eine stark suffiziente σ-Algebra (was für borelsche Räume {\displaystyle (X,{\mathcal {A}})} mit einer suffizienten σ-Algebra im herkömmlichen Sinne übereinstimmt), so kann die Entscheidungsfunktion {\displaystyle \delta (x,S)} von {\displaystyle (X,{\mathcal {A}})} nach {\displaystyle (\Omega ,\Sigma )} durch eine Entscheidungsfunktion {\displaystyle \delta ^{*}(x,{\tilde {S}})} von {\displaystyle (X,{\mathcal {S}})} nach {\displaystyle (\Omega ,\Sigma )} ersetzt werden, so dass für die Risikofunktion
{\displaystyle R(\vartheta ,\delta )=R(\vartheta ,\delta ^{*}){\text{ für alle }}\vartheta \in \Theta }
gilt. Die stark suffiziente σ-Algebra enthält also bereits alle für die Risikoabschätzung nötigen Informationen.

## Optimale Entscheidungsfunktionen
Es existieren unterschiedliche Optimalitätskriterien für Entscheidungsfunktionen, die teils auf der Ordnungstheorie, teils auch auf der Spieltheorie aufbauen.

### Zulässige Entscheidungsfunktionen
Mittels der Risikofunktion {\displaystyle R_{\delta }(\vartheta )} lässt sich eine Ordnungsrelation zwischen den Entscheidungsfunktionen definieren durch
{\displaystyle \delta _{1}\preceq \delta _{2}{\text{ genau dann, wenn }}R_{\delta _{1}}(\vartheta )\leq R_{\delta _{2}}(\vartheta ){\text{ für alle }}\vartheta \in \Theta }.
Gilt {\displaystyle \delta _{1}\preceq \delta _{2}} und  {\displaystyle \delta _{1}\succeq \delta _{2}}, so nennt man {\displaystyle \delta _{1}} und {\displaystyle \delta _{2}} äquivalent und schreibt {\displaystyle \delta _{1}\sim \delta _{2}}.
Ist nun {\displaystyle {\tilde {D}}\subset {\mathcal {D}}} eine Teilmenge der Entscheidungsfunktionen, so heißt eine Entscheidungsfunktion {\displaystyle \delta _{0}} zulässig bezüglich {\displaystyle {\tilde {D}}}, wenn für jede weitere Entscheidungsfunktion {\displaystyle \delta _{1}} mit {\displaystyle \delta _{1}\preceq \delta _{0}} gilt, dass {\displaystyle \delta _{1}\sim \delta _{0}} ist.
Die zulässigen Entscheidungsfunktionen sind somit die minimalen Elemente der Menge {\displaystyle {\tilde {D}}} bezüglich der Ordnungsrelation {\displaystyle \preceq }.

### Minimax-Entscheidungsfunktionen
Eine Entscheidungsfunktion {\displaystyle \delta _{0}} heißt eine Minimax-Entscheidungsfunktion bezüglich der Menge {\displaystyle {\tilde {D}}\subset {\mathcal {D}}}, wenn
{\displaystyle \sup _{\vartheta \in \Theta }R(\vartheta ,\delta _{0})=\inf _{\delta \in {\tilde {D}}}\sup _{\vartheta \in \Theta }R(\vartheta ,\delta )}
gilt. Die Minimax-Entscheidungsfunktionen entsprechen einer Minimax-Strategie für einen Spieler mit Strategiemenge {\displaystyle {\tilde {D}}} gegen einen Spieler mit Strategiemenge {\displaystyle \Theta } in einem Zwei-Personen-Nullsummenspiel mit der Risikofunktion als Auszahlungsfunktion.

### Bayes-Entscheidungsfunktionen
Ist {\displaystyle r(\mu ,\delta )} das Bayes-Risiko der Entscheidungsfunktion {\displaystyle \delta } bezüglich der a-priori-Verteilung {\displaystyle \mu }, so heißt eine Entscheidungsfunktion {\displaystyle \delta _{0}} eine Bayes-Entscheidungsfunktion bezüglich der a-priori-Verteilung {\displaystyle \mu }, wenn
{\displaystyle r(\mu ,\delta _{0})\leq r(\mu ,\delta )}
für alle {\displaystyle \delta \in {\tilde {D}}} gilt.

### Beziehungen zwischen den Optimalitätskriterien
Folgerungen aus zulässigen Entscheidungsfunktionen
- Ist die Entscheidungsfunktion zulässig und ein Egalisator, so ist sie eine Minimax-Entscheidungsfunktion.

Folgerungen aus Minimax-Entscheidungsfunktionen
- Ist {\displaystyle \delta _{0}} Minimax-Entscheidungsfunktion und ist {\displaystyle \mu _{0}} eine ungünstigste a-priori-Verteilung, so ist {\displaystyle \delta _{0}} eine Bayes-Entscheidungsfunktion bezüglich {\displaystyle \mu _{0}} und {\displaystyle (\delta _{0},\mu _{0})} ist ein Sattelpunkt des Bayes-Risikos.
- Ist die Minimax-Entscheidungsfunktion eindeutig, so ist sie auch zulässig.

Folgerungen aus Bayes-Entscheidungsfunktionen
- Ist die Bayes-Entscheidungsfunktion {\displaystyle \delta _{0}} bezüglich {\displaystyle \mu _{0}} eindeutig, so ist sie zulässig.
- Ist die Bayes-Entscheidungsfunktion ein Egalisator, so ist sie auch eine Minimax-Entscheidungsfunktion.